# Monorreno
En medicina, se emplea el término monorreno para designar a aquel paciente que únicamente tiene un riñón, en lugar de dos. Las causas pueden ser muy diversas, una de las más frecuentes es la realización previa de una nefrectomía, la cual puede practicarse por la existencia de procesos infecciosos graves que afectan al riñón, por ejemplo tuberculosis renal, tumores malignos renales que precisan extirpación como el hipernefroma o por donación para un trasplante renal. Existen casos de anomalías congénitas que afectan al aparato genitourinario y son la causa de que el paciente solo tenga un riñón desde el nacimiento, la agenesia renal bilateral es incompatible con la vida extrauterina, pero no la unilateral (monorreno congénito), la cual se estima afecta a 1 de cada 1000 nacimientos y es el doble de frecuente en varones. En general las personas monorrenas conservan una buena función renal aunque la probabilidad de que desarrollen insuficiencia renal es más alta que en la población general.

## Características de los pacientes monorrenos
La existencia de un solo riñón no es en principio una enfermedad en sí misma, pero sí un factor importante que debe ser conocido por el médico. Estos pacientes son más sensibles a los efectos secundarios de muchos fármacos, cuestión que debe ser tenida en cuenta, sobre todo cuando se utilizan medicamentos nefrotóxicos (potencialmente tóxicos para el riñón). Aunque los pacientes monorrenos pueden mantener una función renal y filtrado glomerular normal, hay que tener en cuenta las circunstancias de la pérdida, pues la enfermedad que la provocó podría afectar al riñón sano. Por otra parte la pérdida de función renal normal que se produce a edades avanzadas puede ser más rápida en los pacientes monorrenos, dado que tienen menor número de nefronas y son más propensos a presentar proteinuria (presencia de proteínas en la orina), por la hiperfiltración del riñón remanente.